# Elmar Maria Kredel

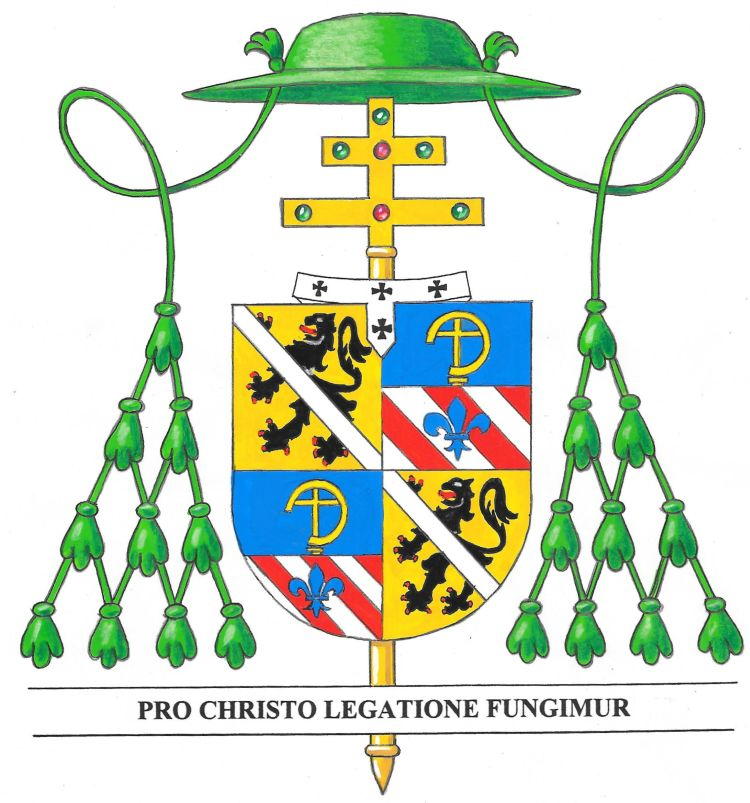
Wappen als Erzbischof von Bamberg

Elmar Maria Kredel (* 24. Februar 1922 in Nürnberg; † 10. Juni 2008 in Erlangen) war ein deutscher katholischer Theologe und Erzbischof von Bamberg.

## Leben
Kredel trat bereits als Schüler in die Marianische Kongregation ein und engagierte sich beim Deutschen Roten Kreuz. Nach seinem Abitur wurde er von 1941 bis 1945 als Sanitätssoldat in Frankreich und Italien eingesetzt. Nach Rückkehr aus der Kriegsgefangenschaft im August 1945 studierte er Philosophie und Katholische Theologie. Am 30. Juli 1950 empfing er das Sakrament der Priesterweihe in Bamberg. 1952 wurde er an der Universität Innsbruck mit der Arbeit über Der Apostelbegriff in der neuen Exegese zum Doktor der Theologie promoviert. Nach einigen Jahren in der Pfarrseelsorge, weiterführenden Studien am Päpstlichen Bibelinstitut (Pontificio Istituto Biblico, Rom) und Forschungstätigkeit an der Universität Münster sowie Wissenschaftlicher Assistenz an der Ludwig-Maximilians-Universität München wurde er Pfarrer in Hollfeld.
Er wurde 1967 in das Bamberger Metropolitankapitel berufen und war dort unter anderem Mitglied der liturgischen Kommission, Richter am erzbischöflichen Offizialat und Stellvertreter des Generalvikars. 1975 wurde er zum Päpstlichen Ehrenprälaten ernannt. Am 27. Mai 1977 ernannte ihn Papst Paul VI. zum 73. Bischof und 11. Erzbischof von Bamberg. Die Bischofsweihe spendete ihm am 2. Juli 1977 sein Vorgänger im Amt, Josef Schneider. Mitkonsekratoren waren Josef Stangl, Bischof von Würzburg, und Martin Wiesend, Weihbischof in Bamberg. Sein Wahlspruch war „Pro Christo legatione fungimur – für Christus leisten wir Botschafterdienst“.
Zusammen mit dem damaligen Kardinal Joseph Ratzinger leitete er gemeinsam einige Jahre die Freisinger Bischofskonferenz. Darüber hinaus hatte Elmar Maria Kredel von 1978 bis 1990 das Amt des Militärbischofs der Bundeswehr inne. Am 31. März 1994 trat er aus gesundheitlichen Gründen als Erzbischof von Bamberg zurück. Elmar Maria Kredel lebte bis zu seinem Tod am 10. Juni 2008 in einem Seniorenheim in Erlangen. Er war Ehren- und Konventualkaplan des Souveränen Malteserordens.

## Wirken
Kredel engagierte sich vor allem in der Erwachsenenbildung, der Jugendseelsorge und in der Caritas. Er baute das Katholische Erwachsenenbildungwerk auf. Er war zudem Vorreiter der Laien-Theologie und setzte 1980 als erster deutscher Bischof eine Dienstordnung für Pastoralreferenten um.

## Auszeichnungen und Ehrungen
- 1983: Großes Verdienstkreuz des Verdienstordens der Bundesrepublik Deutschland
- Bayerischer Verdienstorden
- 1987: Ehrenbürger von Bamberg
- Ehrenbürger von Hollfeld
- Ehrensenator der Otto-Friedrich-Universität Bamberg